# Споменик слободи (Русе)
Споменик слободи (бугарски: Паметник на свободата, Pametnik na svobodata) у Русу, Бугарска, је изграђен почетком 20. века од стране италијанског скулптора Арналда Дзокија, а израдио га је Георги Киселинчев . Временом је постао један од најзначајнијих симбола града, налази се и у грбу града coat of arms.

## Дизајн
Споменик има пирамидалну структуру. Висок је 17,8 метара. На врху се налази кип који представља женску фигуру која држи мач у левој руци, а десном руком усмерава према правцу одакле су стигли национални ослободиоци. У подножју се налазе два бронзана лава, од којих један гризе ланце, а други брани Штит слободе. На постољу споменика постоје рељефне сцене отпора. Два топа су постављена иза споменика.

## Историја
Тачна година откривања није позната, сугеришу се 1906, 1908, или 1909. на основу епитета, фотографија, и Енциклопедије ликовне уметности у Бугарској (буг. Енциклопедия на изобразителните изкуства в България). Сви извори наводе датум 11. август. Књига Споменик револуционара у Русу тврди да је тачна година откривања 1909.
Камен темељац постављен је 1890. године у Омладинском парку, где је митрополит Григориј освештао градњу у присуству кнеза Фердинанда I. Пет година касније, одлучено је да се споменик премести у градској башти, некадашњем турском гробљу, на ком је изграђен нови градски трг. У то доба, башта је имала гвоздену ограду и била је закључана ноћу. Трг је првобитно носио име Кнез Борис након рођења наследника престола. Након завршетка изградње, преименован је у Ботев трг, затим 9. септембра 1944, када су комунисти дошли на власт, добио је име Трг Лењина, а касније је добио своје садашње име Трг слободе.
Крајем 1895. године, потписан је уговор са Стојчом Рајчевим, локалним предузетником и бившим револуционаром, да изгради споменик за 65.000 лева. Упркос вољи и енергији, новац није био довољан, а остатак од 150.000 лева морао је бити прикупљан добровољним донацијама на вечерњим баловима широм Бугарске. Браћа Симеонов (Иван и Стефан), који су били познати банкари, донирали су 50.000 лева.
Према првом дизајну архитекте Симеона Златева, на врху се налазила статуа "Цар ослободилац" (Александар II Николајевич), а у основи две статуе револуционара са оружјем. Руско друштво је 1907. године одлучило да замени статуу цара са статуом жене, симболом слободе, како не би лицио на Споменик цару ослободиоцу у Софији, који је откривен исте године и такође је био дело Арналда Дзокија.
Од Фердинанда I, који је био крунисан за цара након Пловдивског преврата, је тражено да одреди дан отварања. Није одговорио, па је изабран 11. август, као најважнији датум у бици код Шипке. Церемонија је почела три дана раније. Учествовали су многи бивши револуционари из других бугарских градова, укључујући Рајну Кнегињу, као и државне званичнике: премијера Александра Малинова, министре правде и спољних послова, војне генерале, свештенство, и Руски конзул. Цар Фердинанд I само је послао представника, могуће због лоших односа између Русије и трона.